# Terråk
Terråk è un villaggio della Norvegia, situato nella municipalità di Bindal, nella contea di Nordland.